# Aurora Lezcano
Aurora Lezcano y Saracho (1914-1987) fue una pintora y escritora española.

## Biografía
Nacida en Madrid el 6 de junio de 1914, fue marquesa consorte de O'Reilly a través de su matrimonio con Darío Valcárcel y Kohly. Era hija del pintor Carlos Lezcano. Como pintora realizó paisajes urbanos de Madrid y otras ciudades europeas por las que habría viajado; también cultivó la investigación histórica, con libros como Madrid, sus cosas y sus gentes, y escribió en la prensa periódica. Falleció en 1987.